# 衡永郴桂道
清朝行政區劃名。本屬湖廣承宣布政使司，後分治改屬湖南布政使司。康熙六年（1667年）後，湖南布政使司下设长宝道、岳常澧道、辰沅永靖道、衡永郴桂道四道。衡永郴桂道，康熙九年（1670年）二月置，駐永州府。康熙十九年（1680年）移駐衡州府。（治衡陽，轄二府、二直隸州，共一州二十二縣。
- 衡州府：治衡陽，領衡陽縣、清泉縣[1]、衡山縣、耒陽縣、常寧縣、安仁縣、酃縣七縣。
- 永州府：治零陵，領零陵縣、祁陽縣、東安縣、道州、寧遠縣、永明縣、江華縣、新田縣一州七縣。
- 郴州直隸州：治永興，領永興縣、宜章縣、興寧縣、桂陽縣、桂東縣五縣。
- 桂陽直隸州[2]：治臨武，領臨武縣、藍山縣、嘉禾縣三縣。

## 歷任衡永郴桂道
- 楊世學，順治十七年任。
- 眭朝棟，江蘇丹陽人，乾隆三十八年任。
- 汪新，浙江仁和人，乾隆四十年至乾隆四十四年在任。
- 清安泰，費莫氏，滿洲鑲黃旗人，乾隆五十八年至嘉慶元年在任。
- 張映漢，山東海豐人，嘉慶元年任。
- 史積容，順天宛平人，嘉慶四年至十年在任。
- 費開綬，江蘇武進人，道光十八年至十九年在任。
- 方学苏，直隶宝坻人，同治九年任。
- 游百川，山東濱州人，光緒五年任。
- 翁曾桂，江蘇常熟人，光緒十一年護理。
- 陳璚，廣西貴縣人，光緒二十三年署理。
- 錫桐，光緒二十六年任。
- 譚啟瑞，貴州鎮遠人，末任。